# جو فونك
جو فونك (بالإنجليزية: Joe Funk)‏ (و. 1917 – 1981 م)هو فنان من الولايات المتحدة الأمريكية .